# Daniel da Silva
Daniel da Silva (São Paulo, 27 de maio de 1973) é um ex-futebolista brasileiro que atuava como zagueiro.

## Carreira

### Início
Daniel começou a carreira no União São João da cidade de Araras, mais ele apontou como destaque na Matonense e posteriormente partiu para o Santos.
Após uma passagem apagada pela Vila Belmiro, foi para o Japão, onde jogou no Verdy Kawasaki no segundo semestre de 1998, por empréstimo em transação que envolveu o jogador Maezono.

### São Caetano
O São Caetano que vinha numa enorme crescente, resolveu apostar no jovem zagueiro, que juntos conquistaram vários títulos, entre eles: Campeonato Paulista Série A2 de 2000, Campeonato Brasileiro Série C de 1998, além de ser vice-campeão da Libertadores da América em 2002 e vice-campeão do Campeonato Brasileiro em 2000 e 2001.

### Palmeiras
Tal façanha, chamou a atenção do Palmeiras, que trouxe Daniel, em abril de 2003 para a disputa da Série B, e ele logo assumiu a titularidade da zaga alviverde.
Em sua estreia o Palmeiras ganhou do São Raimundo do Amazonas por 4–0.
Em 2004, sofreu uma cirurgia no joelho esquerdo.
Pela equipe de Palestra Itália, ele disputou 127 jogos e fez 18 gols.

### Volta ao São Caetano
Depois de quatro anos no Palmeiras, ele voltou ao São Caetano no inicio de 2007, onde não teve o mesmo rendimento de outrora.

### Seleção Brasileira
Em 2002, devido a sua boa fase no São Caetano, foi convocado para a Seleção Brasileira por Luiz Felipe Scolari para a disputa de um amistoso contra a seleção da Arábia Saudita, partida vencida pelo Brasil por 1–0, com gol de Djalminha. Daniel entrou no segundo tempo no lugar de Juninho Paulista, sem marcar gols. Depois disso não chegou mais a ser convocado.

### Jogos pela Seleção Brasileira
| Nº | Data                   | Competição | Local                  |        | Placar | Adversário     | Referência |
| -- | ---------------------- | ---------- | ---------------------- | ------ | ------ | -------------- | ---------- |
| 1  | 6 de fevereiro de 2002 | Amistoso   | Riade (Arábia Saudita) | Brasil | 1 – 0  | Arábia Saudita |            |

## Títulos
Matonense
- Campeonato Paulista Série B1: 1995
- Campeonato Paulista Série A3: 1996

Santos
- Torneio Rio-São Paulo: 1997

São Caetano
- Campeonato Paulista Série A3: 1998
- Campeonato Paulista Série A2: 2000

Palmeiras
- Campeonato Brasileiro Série B: 2003
- Taça 125 Anos do Corpo de Bombeiro: 2005

### Premiações
- Bola de Prata da Placar de melhor zagueiro do Campeonato Brasileiro: 2001[7]

### Campanhas em Destaque
São Caetano
- Campeonato Brasileiro Série C: 1998 (2º colocado)
- Copa Libertadores da América: 2002 (2º colocado)
- Campeonato Brasileiro em 2000 (2º colocado), 2001 (2º colocado)